# Jakubov
Jakubov (niem. Jakobsdorf) – wieś i gmina (obec) w powiecie Malacky, w kraju bratysławskim na Słowacji. Leży w zachodniej części Niziny Zahorskiej, na terasie. Przez teren katastralny wsi przepływa rzeczka Malina (zwana też Rudavką) oraz Záhorský kanál.
Pierwsza wzmianka o miejscowości pochodzi z roku 1460.
W 2011 roku populacja wynosiła 1477 osób, 97% mieszkańców podało narodowość słowacką.

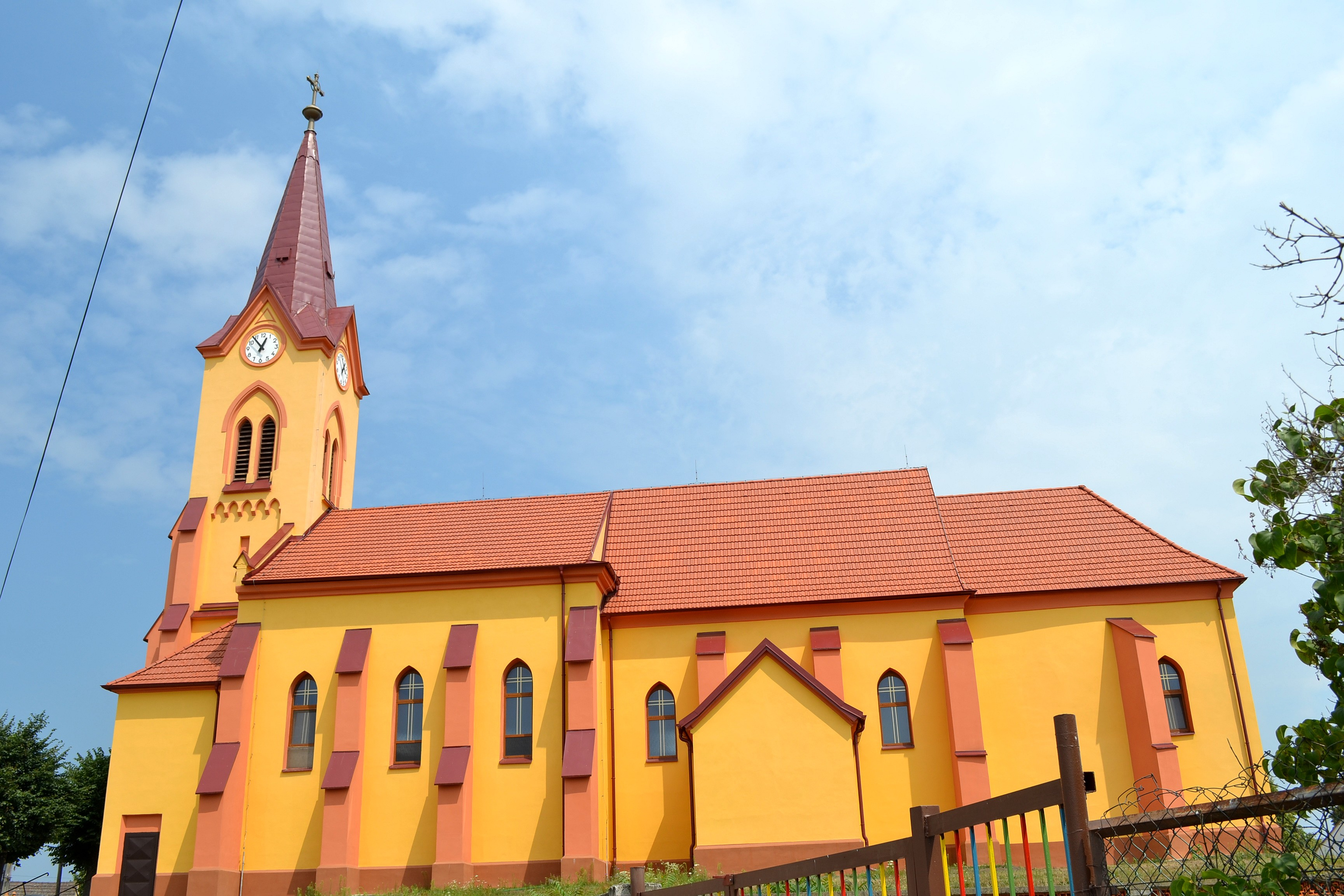
Kościół pw. Świętych Filipa i Jakuba

## Zabytki
- kościół rzymskokatolicki, zbudowany w stylu renesansowym w latach 1641–1644, przebudowany i rozbudowany przed rokiem 1769 oraz w roku 1903[9].